# 유고슬라비아의 알렉산드라
유고슬라비아의 알렉산드라(Alexandra of Yugoslavia, 1921년 3월 25일 ~ 1993년 1월 30일)는 페타르 2세의 아내로서 유고슬라비아 왕국의 마지막 왕비였다. 그녀는 알렉산드로스와 아스파시아 마노스의 외동딸이었다.